# Festival des Hauts de Garonne
Le festival des hauts de Garonne est un festival de musique organisé depuis 1993 par Musiques de Nuit et le groupement des villes de Bassens, Cenon, Floirac et Lormont où il se déroule début juillet, en plein air, dans des parcs où le patrimoine est mis en valeur (Bassens  : Domaine de Beauval, Cenon : Parc Palmer, Floirac : Parc du Castel, Lormont : Parc du Bois Fleuri).
Il bénéficie du label "Scènes d'été" du Conseil général de la Gironde.

## Programmation
- 1995 - Doudou N'Diaye Rose / Cheb Khaled / Neneh Cherry / Nzonke Jama
- 1996 - Raggasonic / Les Nubians / Fadela Et Sahraoui / Renegades Steel Band / Raul Barboza / Vieja Trova Santiaguera / Granmoun Lele / Voukoum
- 1997 - Ernest Ranglin / Toto La Momposina / Orlando « Maraca » Valle / Steve Turre / Sierra Maestra
- 1998 - Ekova / Denis Elwood / Grand Orchestre Taarab De Zanzibar / Orchestre aux pieds nus / Orquesta Aragon / Joey Baron / Trilok Gurtu / La Familia Valera Miranda / Ireme / Er Rachidia El Wahrania
- 1999 - Cheb Mami / D Abuz System / Femi Kuti / Changüí de Guantanamo / Voukoum
- 2002, 10e anniversaire : Maceo Parker, le pianiste Uri Caine, Idir, la Cie Christian Vieussens, La Tipica (orchestre tango du Cuarteto Cedron), Polo Montanez, ...

### 2004
- Mercredi 7 - Lormont : le Grand Orchestre Taarab de Zanzibar
- Jeudi 8 juillet - Floirac : Frédéric Galliano and The African Divas
- Vendredi 9 - Cenon : Abbey Lincoln (annulé), remplacé par Susana Baca pour une date unique en France

### 2006
- mercredi 28 juin - Floirac : Angá ( Cuba)
- jeudi 29 juin - Cenon : Monâjât Yulchieva ( Ouzbékistan)
- jeudi 6 juillet - Lormont : Magma, puis Erik Baron
- vendredi 7 juillet - Bassens : Anouar Brahem ( Tunisie)

### 2007
- 3 juillet - Cenon : Mahmoud Ahmed ( Éthiopie) et Le Tigre (des platanes) et Eténèsh Wassié (France/Éthiopie),
- 4 juillet - Bassens : Tinariwen ( Mali) et Lucineh Hovanissian, dans le cadre de l'Année de l'Arménie
- 5 juillet - Floirac : Les Amazones, Maître tambours au féminin ( Guinée) et Pedram Khavar-Zamini ( Iran)
- 6 juillet - Lormont :  IsWhat?! (USA) et Serge Teyssot-Gay et Khaled Al Jaramani ( France/ Syrie),

### 2008
- Mardi 8  - Lormont : Roy Nathanson Sotto Voce (NY / USA) / (programmation en cours)
- Mercredi 9  - Bassens : Middle East Peace Orchestra; Bassekou Kouyate & Ngoni ba ( Mali)
- Jeudi 10  - Cenon : D3 ( Espagne) / Orquestra Impérial ( Brésil)
- Vendredi 11  - Floirac : Tumi & the Volume (Afrique du Sud) / Nortec Collective ( Mexique)

### 2009
- Mardi 7  - Lormont : Burhan Oçal; Balkadge
- Mercredi 8  - Floirac : Anthony Joseph; United Fools
- Jeudi 9  - Bassens :  Super Rail Band de Bamako; Perrine Fifadji
- Vendredi 10  - Cenon : Groove Lélé; Ernst Reisjeger, Alan Gunga Purves, Franky Douglas

### 2010
- Dimanche 4  – Lormont : Lokua Kanza (République Démocratique Du Congo); Azrâm
- Lundi 5  – Bassens  : Quantic And His Combo Barbaro (Angleterre, Amérique Du Sud); Art Melody
- Jeudi 8  – Floirac :  Shantel et le Bucovina Club Orkesta; DJ Stanbul
- Vendredi 9 – Cenon : Gato Loco (New York); Contreband

### 2011
- Mardi 5, Bassens : Raynald Colom Special Evocation Quintet /  Espagne, L’Orchestre Poly-Rythmo /  Bénin
- Mercredi 6, Floirac : Interactivo / Cuba, Blitz The Ambassador / New York
- Jeudi 7, Cenon : Andreya Triana / Angleterre, Calle 13 /  Porto Rico
- Vendredi 8, Lormont : Les Tambours du Burundi/ Burundi , Socalled /  Canada

### 2012
- Jeudi 5 :  Jacques Schwarz-Bart' + Boubacar Traoré
- Vendredi 6 : El Gusto + Aziz Sahmaoui
- Jeudi 12 :  The Skatalites + Marc Ayza
- Vendredi 13 :  Hypnotic Brass Ensemble + Duquende

### 2013
- mercredi 3 : Bachar Mar Khalife + Ilhan Ersahin (Cenon)
- jeudi 4 : Compagnie Auguste Bienvenue + Defunkt nEU Soul (Lormont)
- jeudi 11 : Shigeto + Ondatropica (groupe constitué par le musicien colombien Mario Galeano et le producteur anglais Will Holland, plus connu sous le nom de Quantic). (Bassens)
- vendredi 12 : Five in orbit + Femi Kuti (Floirac)

### 2014
- Mercredi 2 juillet  // Parc Palmer, CENON - Tiloun (Maloya – La Réunion) et Stéphane Belmondo « Tambours Battants » (Création Maloya – La Réunion)
- Jeudi 3 juillet // Parc du Bois Fleuri, LORMONT - The Internet (Soul – USA) et Jupiter & Okwess International (Musiques du monde – Congo)
- Jeudi 10 juillet // Domaine de Beauval, BASSENS - Fanfarai (Musiques du monde - Maghreb) et Winston McAnuff & Fixi  (Musiques du monde –  Jamaïque/ France)
- Vendredi 11 juillet -Ensamble Acustico Sonata  (Musiques du monde - Bolivie) et Systema Solar (Musiques du monde -  Colombie)

### 2015
- Jeudi 9 juillet - Parc du Bois Fleuri à Lormont ZANMARI BARE (La Réunion) + Ester Rada ( Israël) - 22h30
- Vendredi 10 juillet - Domaine de Beauval - Bassens :  The AFROROCKERZ ( France)- 20h45 + Babazula ( Turquie)
- Jeudi 16 juillet - Parc Palmer - Cenon : SONNY TROUPE QUARTET  ( Guadeloupe)  + Miguel Zenón ( Porto Rico/USA)- 22h45
- Vendredi 17 juillet - Parc du  Castel - Floirac : BKO QUINTET ( France/ Mali) + Bareto ( Pérou)- 22h30

### 2016
- Vendredi 8 : / Domaine De Beauval Bassens : Mamadou Barry & Afro Groove Gang / Guinée; Pat Thomas & Kwashibu Area Band / Ghana + Dj Set avec Newbell (L'orangeade)
- Samedi 9 : / Parc du Bois Fleuri Lormont : Gabacho Maroc / Maroc/France; Dobet Gnahoré / Côte D'Ivoire + Dj Set avec Ricochet Sonore
- Vendredi 15 : / Parc Palmer Cenon : King Ayisoba / Ghana; Family Atlantica / Grande-Bretagne + Dj Set avec Dj Marakatoo
- Jeudi 21 : / Parc du Castel Floirac : Vaudou Game / Togo/France; Lindigo / Île de La Réunion; Labelle / Île de La Réunion + Dj Set avec Dj Izabelita

### 2017
Dieuf-Dieul de Thiès, Alsarah & The Nubatones, The Bongo Hop, Daymé Arocena, Bixiga 70, Puerto Candelaria, Grèn Sémé, Jowee Omicil

### 2018
- Benkadi Quartet + Bonga,
- Sofiane Saidi + Mazalda
- Mokoomba + BCUC
- Posidonia + Seun Kuti

### 2019
- mercredi 3 juillet, Floirac : BIM - Benin International Musical + Refugees for Refugees
- samedi 6 juillet, Lormont : Moonlight Benjamin + Orpheus XXI
- mercredi 10 juillet, Bassens : Cumbia All Stars + Opsa Dehëli
- vendredi 12 juillet, Cenon : Arat Kilo + Mélissa Laveaux

### 2021
- jeu 1 juil, Parc du Bois Fleuri (Lormont)
  - San Salvador (Musiques du Monde | France) : Intégralement vocale, la formation corrézienne San Salvador a entrepris depuis plusieurs années un travail de recherche artistique passionnant autour de la polyphonie.
  - Lindigo (Maloya | Île de La Réunion) : 20 ans que ce groupe emblématique de la Réunion fait résonner le maloya sur tous les continents : Lindigo, c’est une communion autour du rythme, des sentiments purs, de l’aventure.

- ven 2 juil, Parc du Castel (Floirac)
  - Grégory Privat (Jazz/Musiques du Monde | Martinique) (en remplacement du groupe Amsterdam Klezmer Band qui a été annulé) : Dans son album Soley, sorti début 2020, le pianiste de jazz Grégory Privat évoque, entre acoustique et électro, des sujets qui lui tiennent à cœur comme ses origines antillaises.
  - Christine Salem (Maloya | Île de La Réunion) : Gorgées d’amour et d’énergie positive, les chansons de Christine Salem, l’icône réunionnaise du maloya-blues, nous réconcilient avec le monde.

- jeu 8 juil, Domaine de Beauval (Bassens)
  - Rodolphe Burger, Sofiane Saidi, Mehdi Haddab « Mademoiselle » : À l’intersection du blues et du raï, le projet « Mademoiselle » rassemble trois musiciens talentueux follement bien accordés.
  - Papiers d'Arménies « Guenats Pashas »  (Musiques du Monde) : Inspiré par les airs traditionnels d'Arménie, Géorgie, Grèce et Anatolie, le groupe Papiers d’Arménies (au pluriel) se balade aux confins de l'Orient et de l’Occident.

- ven 9 juil, Parc du Château Tranchère (Cenon)
  - El Comité (Musiques du Monde | Cuba) : Véritable « All Stars » de la jeune génération du jazz cubain, El Comité est né il y a quelques années en France, à l’initiative d’un manager passionné et fort bien inspiré.
  - Dobet Gnahoré (Musiques du Monde | Côte d'Ivoire) : La star ivoirienne présente son sixième album, Couleur, rempli de groove et d’espoir. (en remplacement de Sona Jobarteh (Musiques du Monde | Gambie/Grande-Bretagne) qui a été annulé)

### 2022
- Vendredi 1 :
  - Miksi invite Pygmalion (Albanie, Kurdistan, Syrie, France) : la formation Miksi réunissant des musiciens d’Albanie, du Kurdistan ou de Syrie rencontre un contrebassiste et un joueur de viole de gambe.
  - Dhoad gitans du Rajasthan (Inde, musique traditionnelle indienne) : Rahis Bharti, “le petit prince”, est l’héritier d’une illustre famille de musiciens et troubadours des Maharajas. Il est également le fondateur de Dhoad Gypsies of Rajasthan.
- Samedi 2 :
  - Amsterdam Klezmer Band (Pays-Bas, klezmer) : L'Amsterdam Klezmer Band. Annulé pour problèmes de vols et d'avion ont contrecarré ces plans, remplacés par Eliasse. 
    - Eliasse (Comores, blues rock) : Blues comorien, rock de l’Océan Indien venu des îles de la lune.

  - 3rdistan (Maroc, France; Rap, trip hop) : rencontre des textes militants de grands poètes arabes, de la musique traditionnelle et des beats électros.
- Jeudi 7 : 
  - Les Amazones d'Afrique (Mali, musiques du Monde) : Collectif à géométrie variable, les Amazones d’Afrique s’unissent et donnent de la voix sans tabou pour un même combat, celui de la lutte contre les violences faites aux femmes.
  - Danyèl Waro (La Réunion, maloya) : Danyèl Waro est le chantre du Maloya, musique traditionnelle de l’île de la Réunion sur laquelle il pose sa voix de tête.
- Vendredi 8 
  - Lemma (Algérie, musiques du Monde) : Lemma, de Béchar, rassemble onze femmes réunies sous l’impulsion de Souad Asla en 2015. Elles jouent un répertoire de la région de Saoura, située dans le désert algérien.
  - Lipstick Queens ft. St Beryl (Ghana, afrobeat) : Groupe ghanéen 100% féminin, les Lipstick Queens, distillent un cocktail subtile et corsé, à base d’afrobeat, de gospel teinté de soul et de funk, rehaussé du chant puissant de ce chœur de femmes affranchies et libres.

### 2023
- Vendredi 30 juin,  Parc du Castel, Floirac : René Lacaille « Bassin dial »  + David Walters Trio
- Samedi 1 juillet, Parc du Bois Fleuri, Lormont : Widad Mjama & Khalil Epi « Aïta, mon amour »  + Sowal Diabi «  De Kaboul à Bamako »
- Jeudi 6 juillet, Domaine de Beauval, Bassens : Maya Kamaty (Electro Pop Maloya)  + Cimarrón
- Vendredi 7 juillet, Théâtre de Verdure, Parc Palmer, Cenon : Mouss et Hakim (fondateurs de Zebda) + Sandra Nkaké

### 2024
- Jeudi 4 juillet, Domaine de Beauval / Bassens : René Lacaille + Ladaniva
- Vendredi 5 juillet, Parc du Bois Fleuri / Lormont : Hope Masike Trio (Zimbabwe) + De Kaboul À Bamako : Sowal Diabi
- Jeudi 11 juillet, Parc du Castel / Floirac : Macase + Sages Comme Des Sauvages
- Vendredi 12 juillet,  Parvis Tranchère / Cenon : Bonbon Vodou Piment Piment + Akua Naru

### 2025
- jeudi 3 juillet, Domaine de Beauval / Bassens : Benboo + Labess (Algérié / Québec)
- venredi 4 juillet, Parc du Castel  / Floirac : Joyce Babatunde + Bia Ferreira (Brésil)
- jeudi 10 juillet, Parc du Bois Fleuri / Lormont : Kidan + Novalima (Pérou)
- venredi 11 juillet, Parvis du Château Tranchère / Cenon : Kaouann + Votia (Île de La Réunion)